# Обіон (Теннессі)
Обіон (англ. Obion) — місто (англ. town) в США, в окрузі Обіон штату Теннессі. Населення — 991 особа (2020).

## Географія
Обіон розташований за координатами 36°15′51″ пн. ш. 89°11′39″ зх. д. / 36.26417° пн. ш. 89.19417° зх. д. (36.264112, -89.194186).  За даними Бюро перепису населення США в 2010 році місто мало площу 3,92 км², уся площа — суходіл.

## Демографія
Згідно з переписом 2010 року, у місті мешкало 1119 осіб у 453 домогосподарствах у складі 299 родин. Густота населення становила 285 осіб/км².  Було 522 помешкання (133/км²).
Расовий склад населення:
| - 92,7 % — білих - 4,9 % — чорних або афроамериканців - 0,2 % — корінних американців - 0,1 % — вихідців з тихоокеанських островів - 0,1 % — азіатів - 1,1 % — осіб інших рас |

До двох чи більше рас належало 1,0 %. Частка іспаномовних становила 2,4 % від усіх жителів.
За віковим діапазоном населення розподілялося таким чином: 24,6 % — особи молодші 18 років, 57,6 % — особи у віці 18—64 років, 17,8 % — особи у віці 65 років та старші. Медіана віку мешканця становила 39,9 року. На 100 осіб жіночої статі у місті припадало 86,5 чоловіків;  на 100 жінок у віці від 18 років та старших — 87,6 чоловіків також старших 18 років.
Середній дохід на одне домашнє господарство  становив 42 865 доларів США (медіана — 38 242), а середній дохід на одну сім'ю — 54 626 доларів (медіана — 49 511). За межею бідності перебувало 20,3 % осіб, у тому числі 36,3 % дітей у віці до 18 років та 10,7 % осіб у віці 65 років та старших.
Цивільне працевлаштоване населення становило 443 особи. Основні галузі зайнятості: виробництво — 28,7 %, роздрібна торгівля — 19,6 %, освіта, охорона здоров'я та соціальна допомога — 16,9 %.